# 舍列斯托韋
49°51′25″N 35°12′46″E / 49.85694°N 35.21278°E
舍萊斯托韋（烏克蘭語：Шелестове）是位於烏克蘭東部的村莊，由哈爾科夫州博霍杜希夫區的科洛馬克市鎮負責管轄。該村始建於1775年，面積2.69平方公里，海拔高度173米，2001年人口1,555。